# أنتاناس سيريكا
أنتاناس سيريكا (بالليتوانية: Antanas Sireika)‏ مواليد 11 مايو 1956 في الجمهورية الليتوانية السوفيتية الاشتراكية، الاتحاد السوفيتي، هو مدرب كرة سلة ليتواني ولاعب معتزل. حقق المركز الأول في بطولة أمم أوروبا لكرة السلة 2003.

## سجل المنافسة
شارك في المنافسات التالية:
- بطولة أمم أوروبا لكرة السلة 2003
- الألعاب الأولمبية الصيفية 2004

## الميداليات
| الميدالية | المسابقة                         |
| --------- | -------------------------------- |
| ذهبية     | بطولة أمم أوروبا لكرة السلة 2003 |